# Metro w Nankinie

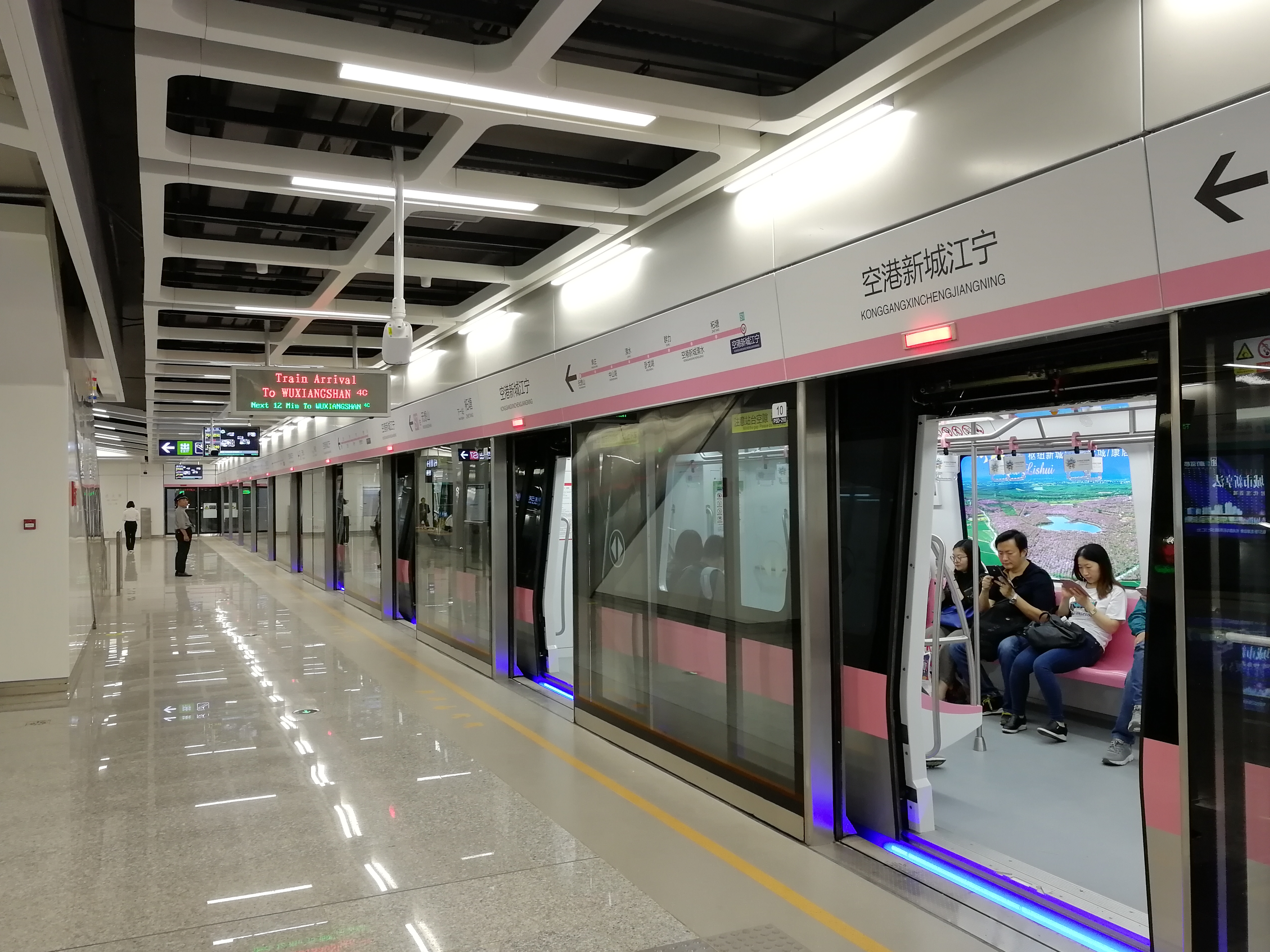
Stacja Konggangxinchengjiangning

Metro w Nankinie – system kolei podziemnej w Nankinie, otwarty w 2005 roku. W 2019 roku 10 linii metra miało łączną długość około 378 km, dziennie zaś korzystało z nich średnio 3,16 mln pasażerów.

## Historia

### Początki
Budowę metra w Nankinie rozpoczęto w 2000 roku. Uroczyste otwarcie pierwszej linii metra o długości 21,72 km, liczącej początkowo 16 stacji, odbyło się we wrześniu 2005 roku. W dniu 28 maja 2010 roku oddano do użytku kolejne 14 stacji linii nr 1 oraz linię nr 2, która łączy obecnie kompleks sportowy z głównymi muzeami oraz miejscami turystycznymi w mieście, przebiegając m.in. u podnóża Purpurowej Góry (Zijin Shan), na której znajdują się mauzolea Ming Xiaoling i Sun Jat-sena. W związku z otrzymaniem przez Nankin prawa do organizacji Letnich Igrzysk Olimpijskich Młodzieży w 2014 roku, przyśpieszono pracę nad budową i oddano do użytku przed zawodami trzy linie metra oznaczone numerami S1 (łączącą Port lotniczy Nankin Lukou z Południowym Dworcem obsługującym koleje dużych prędkości), S8 oraz 10, w wyniku czego łączna długość tras systemu metra w sierpniu 2014 roku wyniosła 135 km. W skład wyżej wymienionej linii nr 10 weszła odnoga linii nr 1 do kompleksu sportowego Nanjing Olympic Sports Center, którą wydłużono o 10 nowych stacji, zaś w jej ramach zbudowano pierwszy w mieście tunel kolejowy pod rzeką Jangcy o długości 3,6 km, położony 58 metrów poniżej powierzchni wody.

### Dalszy rozwój
Od 2015 roku do końca 2019 roku system metra w Nankinie wydłużył się dodatkowo o ponad 240 km, osiągając łączną długość 378 km, przez co stał się czwartą, po Pekinie, Szanghaju i Kantonie najdłuższą tego typu siecią w Chinach. 1 kwietnia 2015 roku oddano do użytku linię nr 3 o długości prawie 45 km, która przebiega tunelem na drugą stronę rzeki Jangcy. Na początku 2017 roku uruchomiono linię nr 4. 6 grudnia 2017 roku oddano do użytku linię nr S3, która przekracza rzekę Jangcy mostem Dashengguan, mającym sześć torów – dwa zewnętrzne dla systemu metra i cztery środkowe dla kolei dużych prędkości, których pociągi mogą poruszać się po nich 300 km/h. Od końca grudnia 2017 roku zaczęła funkcjonować linia nr S9, na której pociągi mogące osiągać prędkość 120 km/h przejeżdżają przez most na jeziorze Shijiu, zaś odległość pomiędzy stacjami na obu brzegach jeziora wynosi ponad 18 km. Dziesiąta w kolejności linia o nr S7 została oddana do użytku 26 maja 2018 roku. W 2021 roku planowo mają być oddane do użytku linie nr 5 i 7, w 2022 roku linia nr S4, zaś w 2023 linie nr 6, 9, 11 i S6, przez co system metra w Nankinie ma zwiększyć liczbę linii do 17.  
|  |

## Linie

Rozwój metra w Nankinie od 2005 roku

W lutym 2020 roku metro w Nankinie liczyło 10 linii, ponadto trwały prace nad budową kolejnych siedmiu nowych linii oznaczonych numerami 5, 6, 7, 9, 11, S4 i S6. 

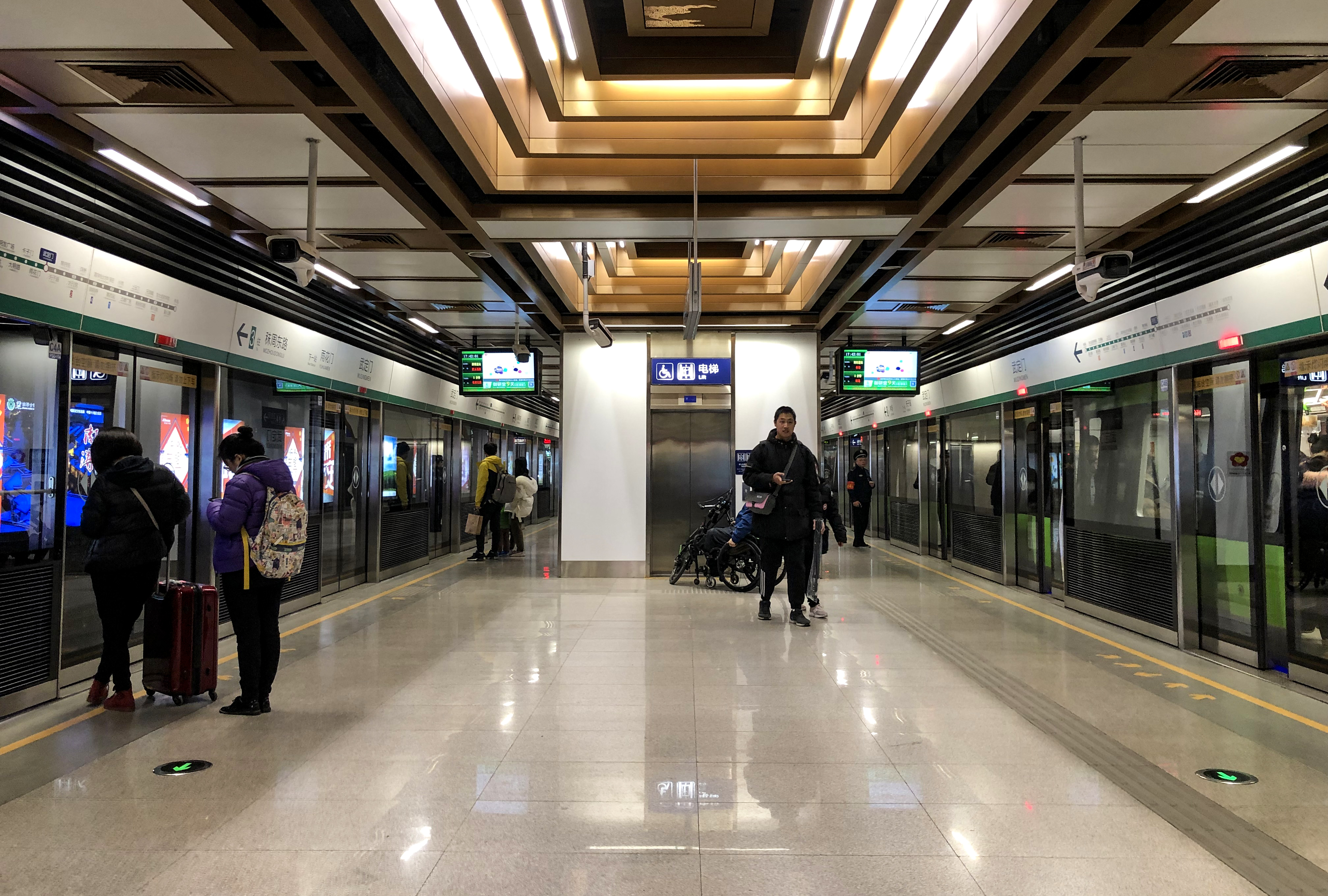
Stacja Wudingmen

| Linia | Stacje końcowe (dzielnice)    | Stacje końcowe (dzielnice) | Data otwarcia | Ostatnia rozbudowa | Długość km | Stacje | Możliwości przesiadki |
| ----- | ----------------------------- | -------------------------- | ------------- | ------------------ | ---------- | ------ | --------------------- |
| 1     | Maigaoqiao                    | CPU                        | 2005          | 2011               | 27         | 38     | 2 3 4 10 S1 S3        |
| 2     | Youfangqiao                   | Jingtianlu                 | 2010          | -                  | 38         | 26     | 1 3 4 10 S3           |
| 3     | Linchang                      | Mozhoudonglu               | 2015          | -                  | 45         | 29     | 1 2 4 S1 S3 S8        |
| 4     | Longjiang                     | Xianlinhu                  | 2017          | -                  | 34         | 18     | 1 2 3                 |
| 10    | Andemen                       | Yushanlu                   | 2014          | -                  | 22         | 14     | 1 2                   |
| S1    | Nanjing South Railway Station | Konggangxinchengjiangning  | 2014          | 2018               | 36         | 9      | 1 3 S3 S7 S9          |
| S3    | Nanjing South Railway Station | Gaojiachong                | 2017          | -                  | 38         | 19     | 1 2 3 S1              |
| S7    | Konggangxinchengjiangning     | Wuxiangshan                | 2018          | -                  | 29         | 9      | S1                    |
| S8    | Taishanxincun                 | Jinniuhu                   | 2014          | -                  | 45         | 17     | 3                     |
| S9    | Xiangyulunan                  | Gaochun                    | 2017          | -                  | 52         | 6      | S1                    |
| Razem | Razem                         | Razem                      | Razem         | Razem              | 377        | 159    |                       |